# Зомбори, Шандор
Ша́ндор Зомбо́ри (венг. Zombori Sándor; род. 31 октября 1951, Печ) — венгерский футболист, играл на позиции центрального полузащитника.

## Биография

### Клубная карьера
Зомбори был воспитанником клуба «Печ», в котором он начал свою профессиональную карьеру.
После четырёх сезонов в составе этого клуба, Зомбори перешёл в «Вашаш», в котором отыграл семь сезонов, став ключевым игроком команды, которая в 1977 году выиграла чемпионский титул, а в 1981 году Кубок страны.
В 1982 году, Зомбори перешёл во французский «Монпелье», в котором играл три сезона и завершил игровую карьеру.

### Карьера в сборной
В составе сборной Венгрии был участником чемпионата мира 1978 года, на котором сыграл три матча на групповом этапе, но венгры не вышли из группы. В матче со сборной Франции, который закончился поражением венгров со счётом 3:1, забил гол. Всего за венгерскую сборную сыграл 26 матчей и забил 3 мяча.

### Семья
Его сын Залан, также бывший профессиональный футболист.

## Достижения
«Вашаш»
- Чемпион Венгрии (1) : 1976/77
- Обладатель Кубка Венгрии (1) : 1980/81